# قهرمانی بایانو
قهرمانی بایانو یک لیگ ایالتی فوتبال در برزیل در ایالت باهیا است که توسط فدراسیون فوتبال ایالت باهیا (FBF) برگزار می‌شود. این لیگ به همراه دیگر لیگ‌های ایالتی فوتبال برزیل، به صورت موازی با لیگ برزیل برگزار می‌شود و تیم‌های برتر این ایالت در هر دو مسابقات ایالتی و کشوری حضور دارند. این لیگ دومین لیگ ایالتی قدیمی در برزیل پس از پائولیستا می‌باشد و از سال ۱۹۰۵ بی‌وقفه برگزار شده است.

## عناوین بر اساس تیم
| رتبه | باشگاه                   | قهرمانی | نایب‌قهرمانی |
| ---- | ------------------------ | ------- | ----------- |
| ۱    | باهیا                    | ۵۱      | ۲۳          |
| ۲    | ویتوریا                  | ۳۰      | ۳۱          |
| ۳    | ایپیرانگا                | ۱۰      | ۱۲          |
| ۴    | Botafogo                 | ۷       | ۹           |
| ۵    | Galícia                  | ۵       | ۱۲          |
| ۶    | Fluminense               | ۲       | ۶           |
| ۶    | Fluminense de Feira      | ۲       | ۶           |
| ۸    | اتلتیکو الاگوینهاس       | ۲       | ۲           |
| ۹    | São Salvador             | ۲       | ۱           |
| ۱۰   | AAB                      | ۱       | ۴           |
| ۱۱   | Bahia de Feira           | ۱       | ۲           |
| ۱۱   | Bahiano de Tênis         | ۱       | ۲           |
| ۱۱   | Leônico                  | ۱       | ۲           |
| ۱۱   | Santos Dumont            | ۱       | ۲           |
| ۱۵   | SC Internacional         | ۱       | ۱           |
| ۱۶   | Atlético                 | ۱       | ۰           |
| ۱۶   | Colo Colo                | ۱       | ۰           |
| ۱۶   | Guarany                  | ۱       | ۰           |
| ۱۶   | Internacional de Cricket | ۱       | ۰           |
| ۱۶   | República                | ۱       | ۰           |
| ۱۶   | SC Bahia                 | ۱       | ۰           |